# Miguel Delibes
Miguel Delibes Setién (17. října 1920 Valladolid — 12. března 2010 tamtéž) byl španělský romanopisec a od roku 1975 člen Španělské královské akademie.

## Biografie
Zprvu se živil jako sloupkař a novinář v deníku El Norte de Castilla, které později řídil, dokud se postupně nezačal věnovat v první řadě svým románům. Delibes byl velkým znalcem kastilského rurálního prostředí, jeho flóry a fauny, a také příznivcem lovu.
Byl jedním z nejoceňovanějších španělských autorů doby po občanské válce (včetně Premio Nadal 1947 a Cervantesovy ceny 1993); množství jeho děl bylo zdramatizováno nebo sloužilo za předlohu filmovým projektům (např. dílo 'Blahoslavení chudí duchem').
V roce 1946 se oženil s Ángeles de Castro, se kterou měl sedm dětí. Od roku 1998 trpěl rakovinou, což mu znemožňovalo pokračovat v práci.

## Díla přeložená do češtiny
- Lovcův deník (Diario de un cazador; Praha, Odeon 1972); přel. Josef Forbelský
- Můj synáček Sisí (Mi idolatrado hijo Sisí; Praha, Odeon 1978); přel. Olga Rychlíková
- Pět hodin s Mariem (Cinco horas con Mario; Praha, Vyšehrad 1972; in: Pět hodin s Mariem / Blahoslavení chudí duchem, Odeon 1986); přel. Jana Novotná
- Podobenství o trosečníkovi (Parábola del náufrago; Praha, Odeon 1986); přel. Blanka Stárková
- Spor o hlas pana Caya (El disputado voto del seňor Cayo; Praha, Vyšehrad 1983); přel. Jana Novotná

## Fotogalerie

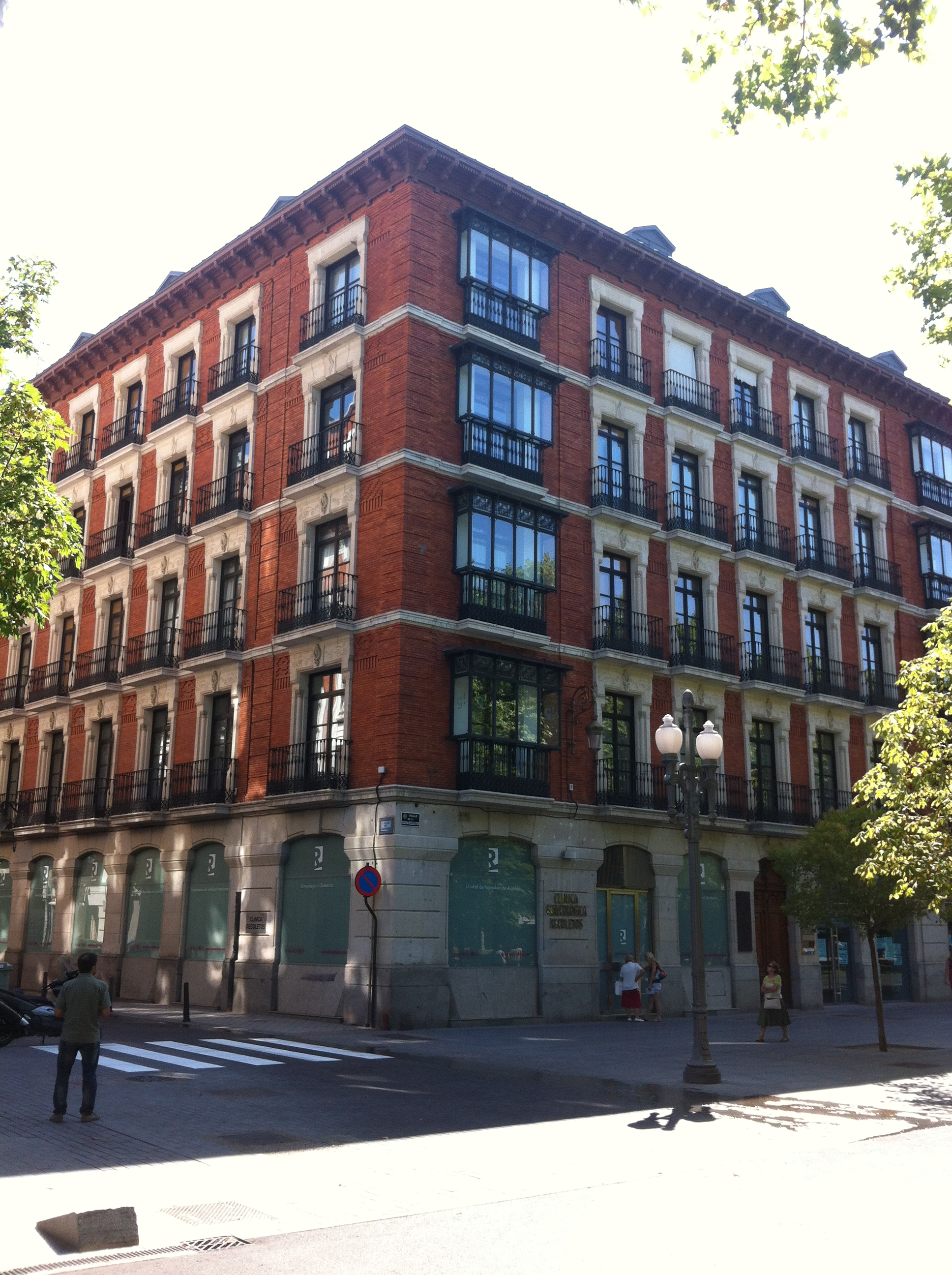
Dům, v kterém se Miguel Delibes narodil (Valladolid)
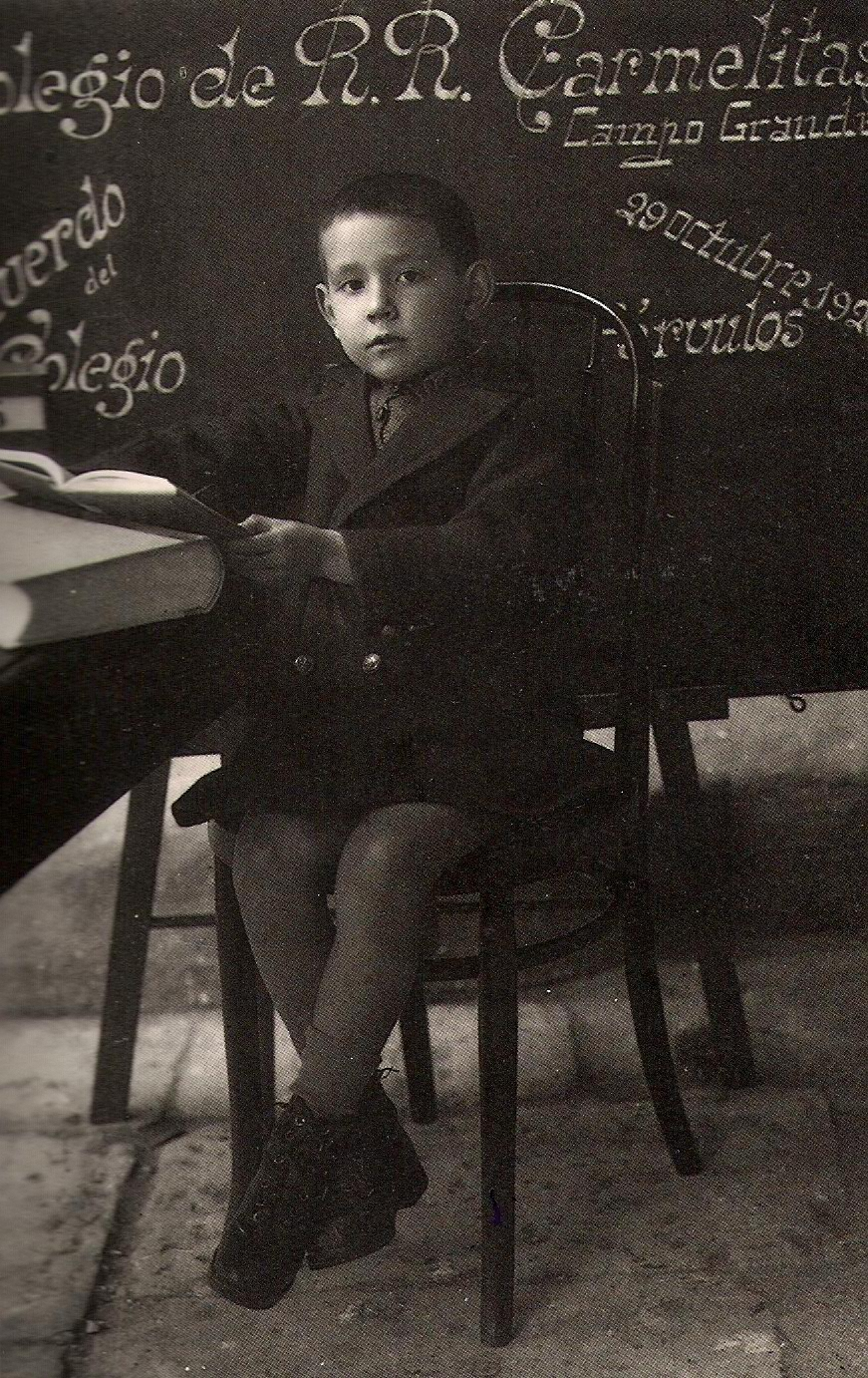
Miguel Delibes jako dítě
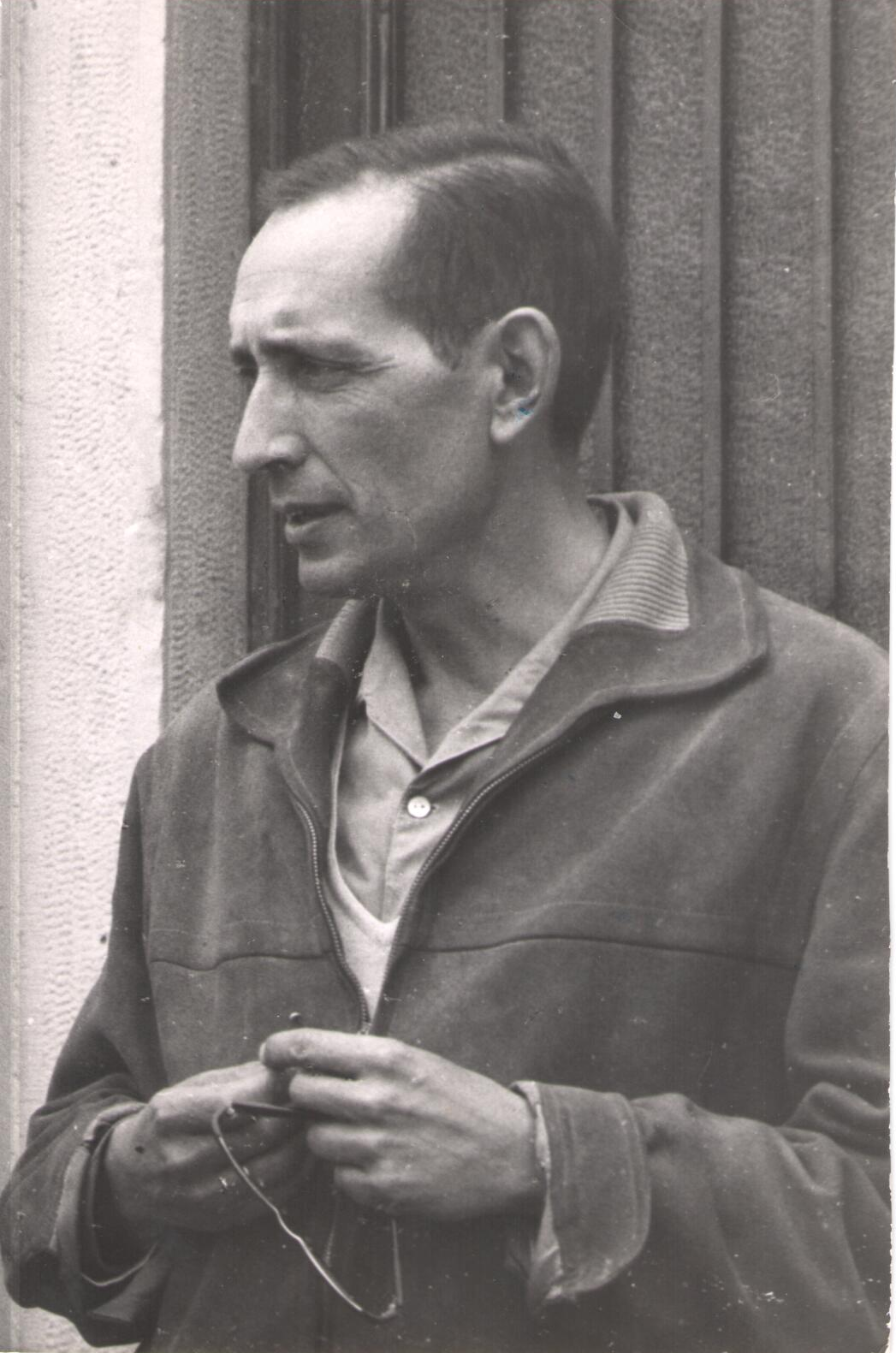
Miguel Delibes v cca 60. letech 20. století
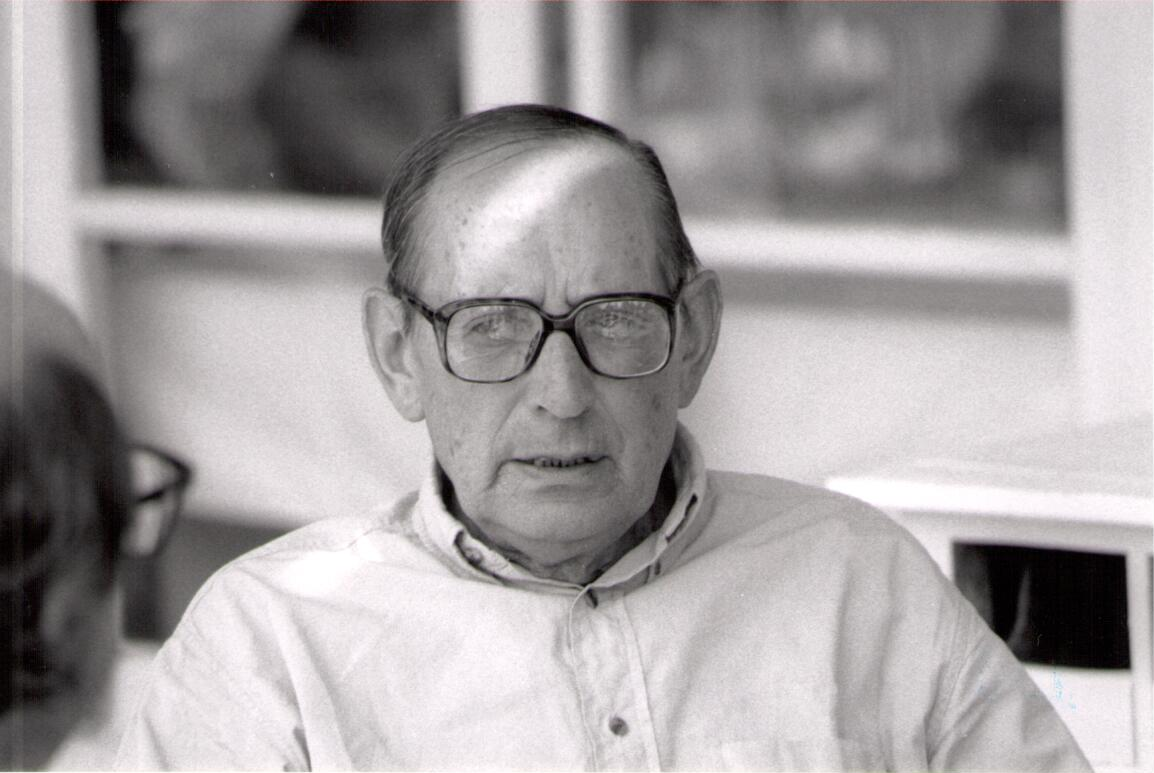
Miguel Delibes (1991)
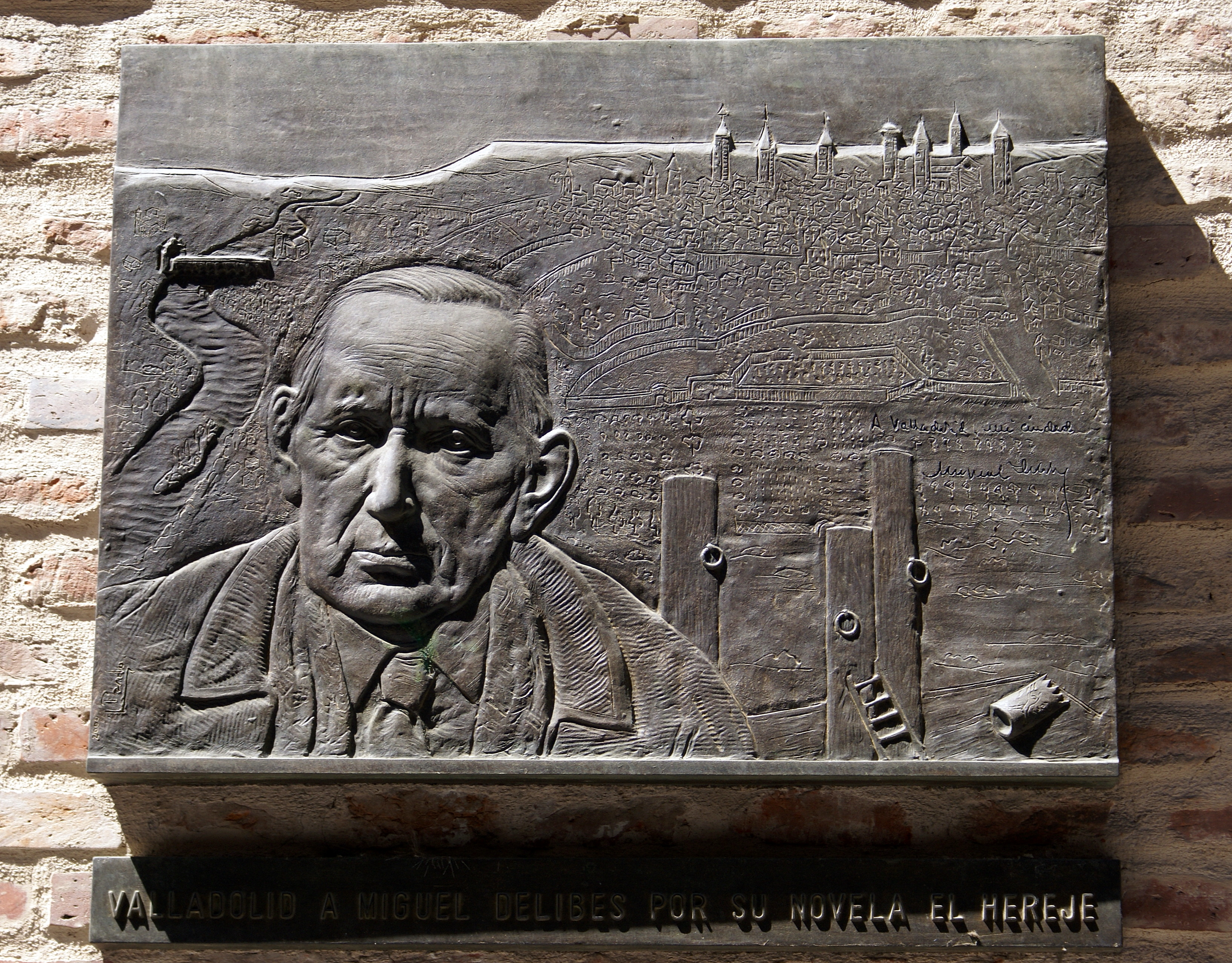
Placa a Miguel Delibes en la Calle Santiago de Valladolid.